# Modern Lovers 88
Modern Lovers 88 es un álbum de estudio por el músico estadounidense Jonathan Richman y The Modern Lovers. Grabado y publicado a finales de 1987, se convirtió en la última grabación de Richman junto con una banda de apoyo acreditada como The Modern Lovers. Después de un período de cambios frecuentes de una compañía discográfica a otra, él lanzó Modern Lovers 88 a través de Rounder Records, donde permaneció hasta mediados de la década de 1990.
Con una duración de poco menos de media hora, el álbum presenta una nueva formación de The Modern Lovers como trío, con Richman acompañado por el guitarrista Brennan Totten y el baterista Johnny Avila. Totten también produjo el álbum, el primero de varios proyectos de este tipo con Richman. Los tres músicos estuvieron juntos de gira en vivo durante aproximadamente un año antes de grabar el álbum en un estudio cerca de la casa de Richman en Grass Valley, California. Con su instrumentación acústica y arreglos de repuesto, el sonido de Modern Lovers 88 refleja el amor de Richman por el rock and roll de principios de la década de 1960 y su aversión extrema a la amplificación fuerte.
Las primeras críticas fueron en general positivas, pero su reputación entre los críticos de rock pronto se estancó. Las guías discográficas a menudo lo descartaron como anodino, junto con la mayor parte del resto de la producción de Richman en la década de 1980. No obstante, el álbum ha obtenido seguidores de culto y la revaluación de los críticos que lo ven como un punto culminante pasado por alto de la discografía de Richman. Win Butler de Arcade Fire lo llamó “un verdadero clásico del que nunca había oído hablar como un clásico”. Para el Record Store Day de 2022, Craft Recordings reeditó el álbum en una edición remasterizada del 35 aniversario. Richman anotó un debut al final de su carrera en las listas de Billboard cuando la reedición impulsó a Modern Lovers 88 al número 77 en el Top Album Sales.

## Antecedentes

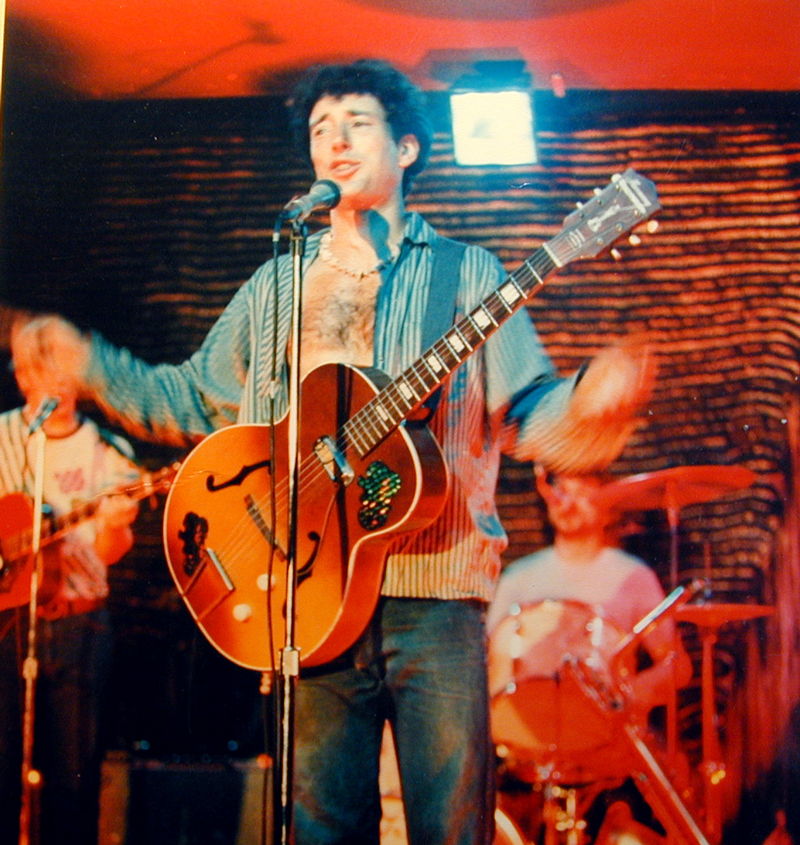
Richman and the Modern Lovers, 1984. Modern Lovers 88 fue el último álbum de Richman con una banda de acompañamiento antes de convertirse estrictamente en solista.

Modern Lovers 88 fue el último álbum de Richman con una banda de acompañamiento acreditada como “The Modern Lovers”, pero ya había estado de gira como solista desde 1978. Después de su álbum de 1986, It's Time for Jonathan Richman and the Modern Lovers, él rompió la tercera formación de The Modern Lovers. A partir de ese momento, prefirió trabajar con un elenco rotativo de músicos de manera más informal y fluida, en lugar de formar una banda de acompañamiento completa como una unidad con una formación estable.
En 1986, Richman comenzó a realizar espectáculos en vivo acompañado de su reciente conocido Brennan Totten. Unos meses después de descubrir a Totten tocando en una banda de blues del norte de California, Richman entró en la casa de Totten una mañana, sin previo aviso, cantando su canción «The UFO Man». Cuando llegó al coro, Richman exclamó: “¡Tu turno! ¡Canta tú!”, y Totten, que había estado ocupado alimentando a su hija en el momento de la interrupción, cantó en respuesta, como se le pidió. Richman respondió: “Oh, también puedes cantar”, y salió de la residencia. Le pidió a Totten que se uniera a The Modern Lovers unos días después. Mientras estaban de gira por los Estados Unidos y Europa en 1986–87, Richman y Totten se unieron temporalmente a Andy Paley, un viejo amigo de Richman y colaborador frecuente.
En este momento de su carrera, los periodistas musicales notaron que Richman había desarrollado una tendencia a cambiar a una nueva discográfica en prácticamente todos los álbumes nuevos que hacía. Sus tres álbumes anteriores habían sido distribuidos en los Estados Unidos por muchos sellos diferentes: Sire Records para Jonathan Sings! (1983), Twin/Tone para Rockin' and Romance (1985) y Upside para It's Time for Jonathan Richman and the Modern Lovers (1986). Los tres sellos estaban asociados con la música new wave, y los tres, a su vez, habían comercializado a Richman como “un nerd del new wave”, cada vez que tenía un poco éxito. Para Modern Lovers 88, cambiaría de sello discográfico una vez más, esta vez uniéndose a Rounder Records, un sello estadounidense más pequeño con un nicho de especialización en la música folclórica. En el Reino Unido, sus dos últimos álbumes habían sido distribuidos por Rough Trade Records. Si bien disfrutó de la libertad creativa que Rough Trade le había brindado bajo el entusiasta apoyo personal del director del sello Geoff Travis, el estancamiento financiero de la compañía significaba que habían hecho poco para promover su música. Terminó su relación con Rough Trade antes de grabar Modern Lovers 88.

## Grabación y lanzamiento
Modern Lovers 88 se grabó en el otoño de 1987 en Grass Valley, California, cerca de donde vivía Richman en ese momento. Las sesiones duraron tres días. Totten produjo el álbum. Habiendo practicado extensamente en la carretera, la banda se tomó poco tiempo para ensayar antes de las sesiones. Sus actuaciones fueron capturadas en vivo en el estudio y no se realizó ningún overdubbing.
Aunque su lanzamiento a menudo data de 1988, Rounder Records publicó el álbum en noviembre de 1987. Partiendo de la tendencia de sus sellos anteriores de agrupar sus discos en la categoría de “new wave”, Rounder lo promocionó como “un artista folkie peculiar”, una personalidad más acorde con su dirección musical. Para promocionar el álbum, Rounder publicó «California Desert Party» (junto con «When Harpo Played His Harp» como lado B) como sencillo de 7 pulgadas en España y lanzó «Dancin' Late at Night» como una canción en The Rounder CD Single, una mini compilación que también incluye canciones recientes de NRBQ, Têtes Noires y Barrence Whitfield and the Savages. Lanzaría otros siete álbumes con Rounder antes de cambiarse a Vapor Records para su álbum de 1996 Surrender to Jonathan. El álbum fue lanzado por Demon Records en el Reino Unido y Stony Plain Records en Canadá.
A pesar de haber sido grabado y publicado en 1987, el álbum se tituló Modern Lovers 88. Cuando se le preguntó acerca de la aparente discrepancia cronológica, Richman comentó: “Pensamos que eso le daría una vida útil más larga”. “Si Richman fuera capaz de ironizar”, escribió un crítico en Rolling Stone, “el título del álbum podría parecer irónico: los simples cambios de acordes, la instrumentación básica y la producción poco sofisticada son tan poco actuales como como cualquiera de las obras de Richman desde Modern Lovers de 1976”. El título puede haber sido pensado como una alusión a la canción «Rocket 88» (1951), una de las primeras grabaciones de rock and roll en la historia.

### Relanzamiento de 2022
Para 2007, Modern Lovers 88 y la mayoría de los otros álbumes de Richman de la década de 1980 habían estado agotados durante muchos años. El 23 de abril de 2022, el sello Craft Recordings reeditó el álbum en una edición del 35 aniversario para el Record Store Day. Fue la última de una serie de reediciones del catálogo anterior de Richman, Rounder Records. Prensado en vinilo azul cielo en una edición de 7.000 copias, el disco fue remasterizado por Kevin Gray utilizando un proceso totalmente analógico. El relanzamiento envió a Modern Lovers 88 al número 77 en el Top Album Sales para la semana del 7 de mayo de 2022, marcando la primera aparición de Richman en cualquier lista de los Billboard.

## Lista de canciones
Todas las canciones escritas y compuestas por Jonathan Richman, excepto donde esta anotado.
Lado uno
1. «Dancin' Late at Night» – 3:29
2. «When Harpo Played His Harp» – 2:35
3. «Gail Loves Me» – 2:50
4. «New Kind of Neighborhood» – 2:44
5. «African Lady» – 2:35

Lado dos
1. «I Love Hot Nights» – 2:58
2. «California Desert Party» – 2:12
3. «Everything's Gotta Be Nice» – 2:49
4. «Circle I» – 2:36
5. «I Have Come Out to Play» – 3:48
6. «The Theme from Moulin Rouge» (Georges Auric) – 1:28

## Créditos
Créditos adaptados desde el folleto que acompaña al CD.
Jonathan Richman and the Modern Lovers
- Jonathan Richman – voz principal, guitarra, saxofón
- Brennan Totten – coros, guitarra, productor[b]
- Johnny Avila – coros, batería[c]

Personal adicional
- Paul Emery – ingeniero de audio
- Andy Paley – fotografía de la portada
- Barbara McHugh – fotografía de la contraportada
- Joanna Bodenweber – diseño de portada